# 대한민국 헌법 제118조
대한민국 헌법 제118조는 헌법 제8장의 조항이다. 지방자치단체의 조직과 운영에 관한 조항이며, 모두 2항으로 구성되어 있다.

## 본문
① 지방자치단체에 의회를 둔다.
② 지방의회의 조직·권한·의원선거와 지방자치단체의 장의 선임방법 기타 지방자치 단체의 조직과 운영에 관한 사항은 법률로 정한다.

## 같이 보기
- 대한민국 헌법 제8장